# Aeropuerto de Budapest-Ferenc Liszt

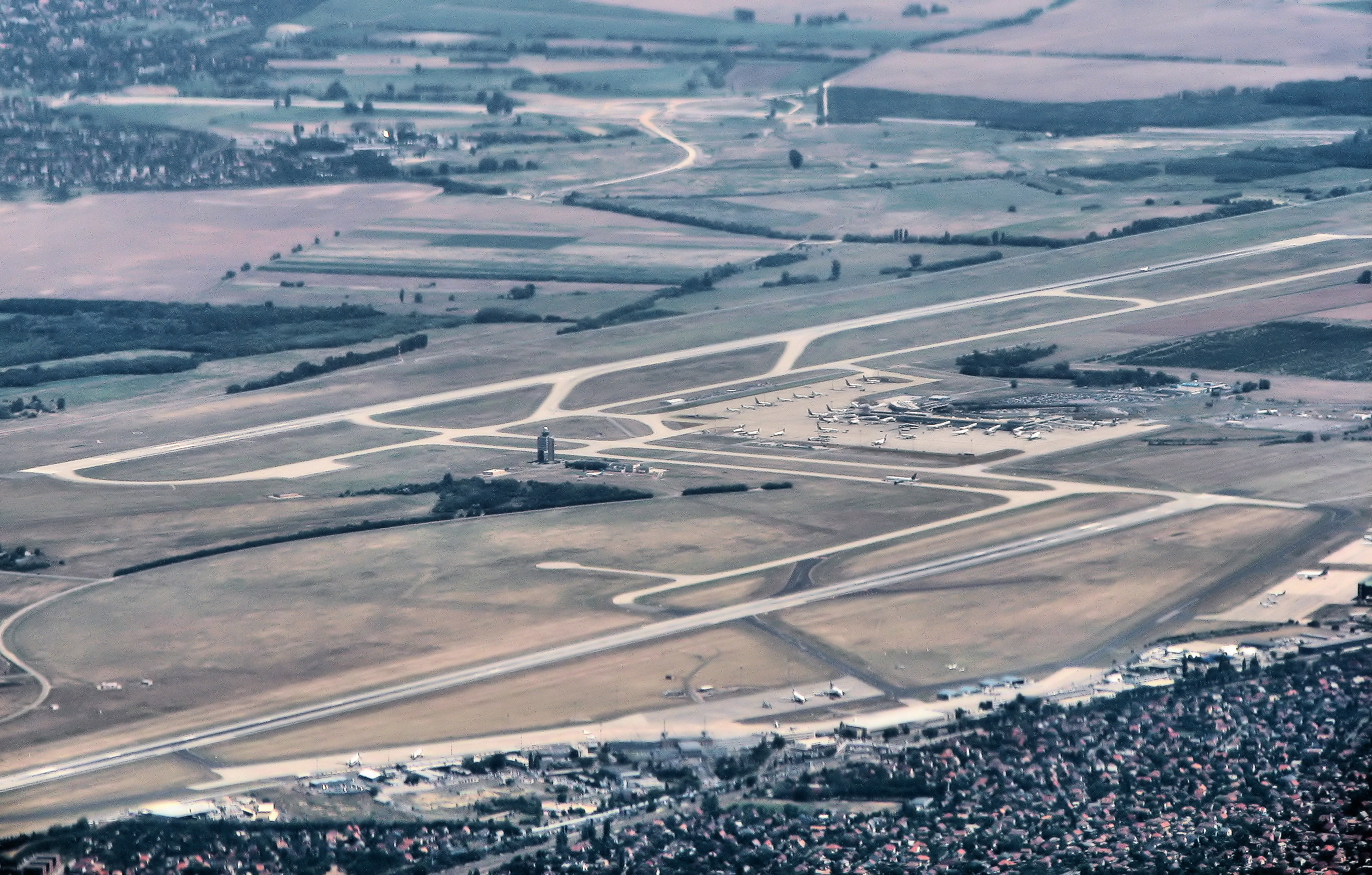
Vista aérea del aeropuerto.

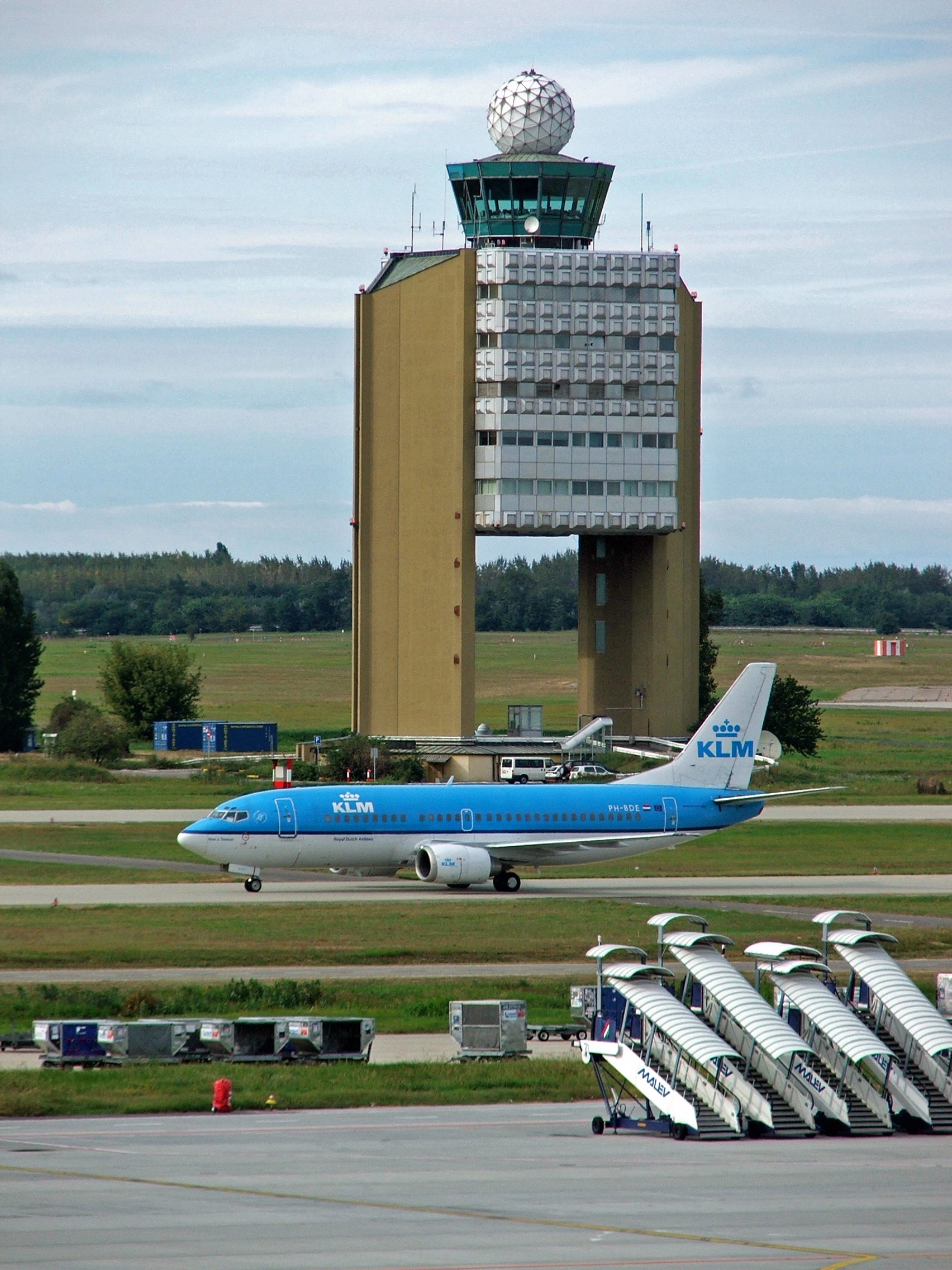
Torre de control.

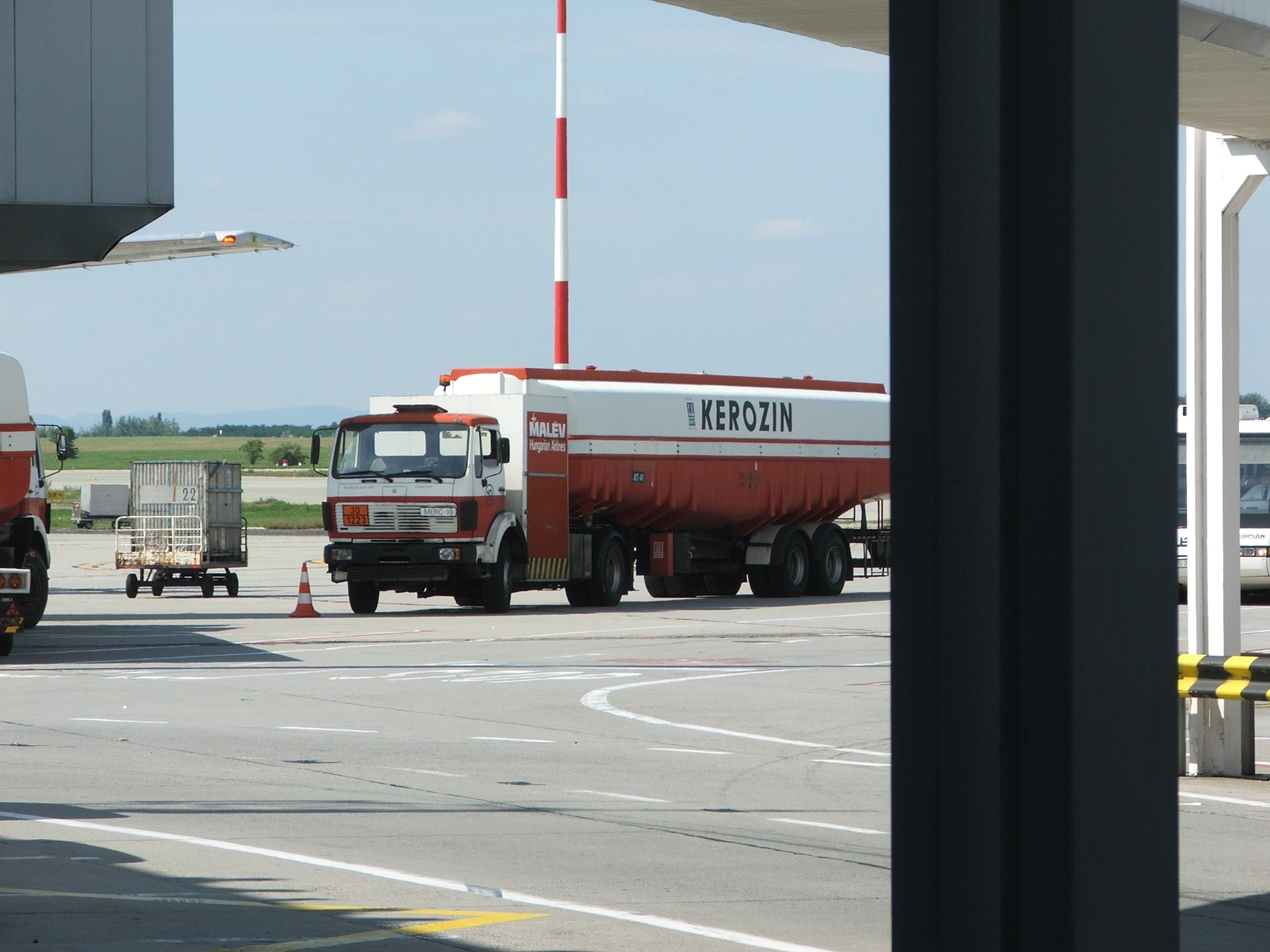
Camión Cisterna.

El Aeropuerto Internacional de Budapest Ferenc Liszt (en húngaro: Liszt Ferenc Nemzetközi Repülőtér o simplemente Liszt Ferenc) (IATA: BUD, OACI: LHBP) (antiguamente llamado Aeropuerto Ferihegy de Budapest) es el aeropuerto internacional que da servicio a la capital de Hungría, Budapest. Es el más grande de los cinco aeropuertos internacionales del país y el segundo más grande de los nuevos Estados miembros de la Unión Europea. El aeropuerto está localizado a 16 kilómetros al este-sureste del centro de Budapest, en el barrio de Ferihegy –del que toma su nombre el aeropuerto– accesible por la carretera Üllői. En 2017, el aeropuerto atendió a 13.097.239 pasajeros.
El aeropuerto ofrece conexiones internacionales principalmente dentro de Europa, pero también a Asia, Oriente Medio, y Norteamérica. Ferenc Liszt es lo suficientemente grande como para asumir cualquier clase de avión, incluyendo el Boeing 747, el Antonov An-124 y el Antonov An-225 pero la mayor parte del tráfico comprende a aviones bimotor de Airbus y Boeing, que vuelan hacia y desde ciudades europeas, y algunos Boeing 767 de largo radio. El tiempo obliga a desviar aviones frecuentemente, cuando esto ocurre los aviones normalmente aterrizan en Bratislava o Viena.

## Historia

### Diseño y construcción (1939-1944)
En 1938 la idea de construir un nuevo aeropuerto en Budapest entró en la agenda. La zona despejada comprendida en el triángulo de las tres poblaciones de Pestszentlőrinc-Rákoshegy-Vecsés, fue asignada como la zona donde se construiría el nuevo aeropuerto. El aeropuerto pretendía ser creado para propósitos de vuelo civil-militar-deportivo. Las instalaciones civiles fueron diseñadas para ser construidas en el noroeste y las militares en el lado suroeste. Como para cada edificio, una empresa pública fue invitada a diseñar y construir el edificio de tráfico aéreo.
En diciembre de 1939, después de la presentación de diseños de la empresa pública en septiembre de ese año, los diseños de Károly Dávid jr. probaron ser los más adecuados para su implantación. El diseñador, fue uno de los pioneros del arte arquitectónico moderno de Hungría, un edificio que asemejaba ser un gran avión visto desde arriba. Los trabajos comenzaron en 1942. Para recorrer los 16 km que hay al aeropuerto desde la ciudad, se construyó una vía rápida entre 1940 y 1943. El final de la vía rápida conectaba con la carretera principal 4 que discurría por el lado oeste del aeropuerto. Después de muchas mejoras y ampliaciones, esta carretera proporciona el acceso vial al aeropuerto de Budapest que se mantiene hoy en día.
Los edificios militares se construyeron a la par que las instalaciones civiles desde 1940, sin embargo, debido a la situación bélica del momento, se aceleraron las construcciones militares. Las aeronaves comenzaron a utilizar el aeropuerto en 1943. En tiempo de guerra, la construcción civil se vio ralentizada para acabar poco después totalmente detenida a comienzos de 1944. De cara al final de la Segunda Guerra Mundial, la mayor parte de edificios del aeropuerto ya concluidos o prácticamente concluidos se encontraban en ruinas o seriamente dañados, en especial durante la Batalla de Budapest. En la primavera de 1945, Budapest y su aeropuerto estaban bajo ocupación soviética.

### Reconstrucción (1947-1950)
En 1947 se decidió que el aeropuerto sería reconstruido para atender a las operaciones civiles. En el plan de tres años, 40 millones de propuestas fueron votadas para estos trabajos. La solemne ceremonia de apertura tuvo lugar el domingo 7 de mayo de 1950 y las secciones terminadas permitieron que la Magyar-Szovjet Polgári Légiforgalmi Rt. (Maszovlet, o "Compañía de Aviación civil húngaro-soviética") se estableciese en 1946 para operar desde aquí.
En ese momento solo había unos pocos vuelos al extranjero, en particular aquellos que iban a Praga, Bucarest, Varsovia y Sofía. En sus inicios, el aeropuerto de Budapest fue utilizado solo por aviones en vuelo regular de países que compartiesen una política similar a la de Hungría.
Cuando Magyar Légiforgalmi Vállalat (Malév, o "Aerolíneas Húngaras") se estableció el 25 de noviembre de 1954, estos vuelos se fusionaron en la nueva compañía que estaba gobernada por participación húngara. El primer despegue de un vuelo regular desde el aeropuerto al oeste fue un vuelo de Malév a Viena en el verano de 1956. La primera compañía occidental que estableció vuelos con Budapest fue KLM Royal Dutch Airlines en 1957. La terminal fue completamente finalizada en este periodo y la ampliación de pista de 2500 m comenzaron debido a la ampliación de aviones grandes. A finales de 1958 la ampliación de pista de 3010 m y la calle de rodadura D fueron terminadas.

### Crecimiento continuado (1960-1980)
Respecto al tráfico del aeropuerto de Budapest, los números de aterrizajes en el pequeño aeropuerto internacional de Hungría se incrementaron de 4,786 en su apertura a 17,133 y el tráfico de pasajeros pasó de 49,955 a 359,338 en 1960. Los vuelos regulares, chárter y de carga aumentaron para volar a más y más países.
En 1965, se elaboró un estudio general de desarrollo del aeropuerto, que era comenzado con más de 10 años de retraso, a finales de la década de los 70. Aviación, aeropuerto y controles de vuelo tuvieron más capacidad y nueva infraestructura.
La dirección de aviación y aeropuerto (LRI) fue fundada el 1 de enero de 1973 para aumentar las opciones de viaje y separar sus actividades y crear una compañía separada.
En 1974, el tráfico de pasajeros del aeropuerto de Budapest alcanzó el millón de pasajeros. Debido al rápido crecimiento del número de aviones volando al país, bastantes proyectos nuevos comenzaron a ser efectuados. En 1977, la nueva torre de control fue construida así como una segunda pista paralela a la antigua y una base de mantenimiento destinada a los aviones de MALÉV. La utilización de la nueva pista de 3,707 m comenzó en septiembre de 1983.

### Nuevas infraestructuras (1980-2000)
En 1980, el número de operaciones y pasajeros servidos alcanzó los 32,642 y 1,780,000, respectivamente. El número creciente de pasajeros reclamó a gritos una mejora en los servicios prestados a los aviones. Se decidió construir una nueva terminal. El comienzo de la construcción de la nueva terminal se produjo el 16 de noviembre de 1983. Desde el 1 de noviembre de 1985, los pasajeros eran recibidos en la Terminal 2, una instalación en un área de 24,000 metros cuadrados al estilo de las terminales australianas. Fue utilizada en principio por los aviones y pasajeros de Malév y luego por los de Lufthansa, Air France y Swissair. Debido a su gran plataforma, dispone de puestos junto a la terminal y otras en posición remota, así como seis fingers, convirtiendo al aeropuerto de Budapest en uno de los mejores otra vez. La antigua terminal continuó prestando servicios para aerolíneas bajo un nuevo nombre, Terminal 1.
En 1990 se registraron más de 40.000 operaciones, 2.500.000 de pasajeros fueron atendidos y 75.000 aeronaves surcaron el espacio aéreo de Hungría, número que se incrementó hasta los 350.000 a finales de 1995.
Desde el verano de 1993, Malév lanzó el primer vuelo transatlántico de Hungría a Nueva York. El aumento de la aviación no ha dejado de crecer, debido a los cambios que ha experimentado el país, nuevas mejoras comenzaron. De acuerdo con los datos del cambio de milenio, las dos terminales podían atender a 4 millones de pasajeros al año, que pronto se demostrarían escasas. La construcción de la Terminal 2B comenzó en 1997. La nueva construcción contaba con un espacio de más de 30.000 metros cuadrados, así como una ampliación de la plataforma. Su apertura se produjo el 8 de diciembre de 1998 y todas las aerolíneas extranjeras se trasladaron a esta. Puede atender a 3.5 millones de pasajeros al año con siete puestos junto a la terminal con finger y cinco estacionamientos remotos.

### De propiedad pública a público-privada
Desde enero de 2002, se abrió un nuevo capítulo para el aeropuerto. En contraposición de la liquidación de Aviation and Airport Directorate se crearon dos nuevas organizaciones. HungaroControl se convirtió en la responsable de la navegación aérea y Budapest Airport Zrt. para las operaciones del aeropuerto.
Debía tratarse de un aeropuerto moderno y económico que proporcionase servicios adecuados a los estándares europeos y permitiendo conectar Hungría con el resto de regiones del mundo. La tarea se volvió decisiva, debido al elevado crecimiento que experimentaba la industria aérea. Solamente entre 1998 y 2005, los pasajeros en el aeropuerto de Budapest se duplicaron – desde 3.9 millones a 7.9 millones. De nuevo, hacían falta grandes mejoras y deprisa.
En este momento, el estado húngaro, único propietario del aeropuerto desde hacía tiempo, decidió efectuar una privatización parcial. La integración de un ente privado, unida a la experiencia internacional se dijo que tendría un efecto positivo en el desarrollo futuro del aeropuerto y se esperaba que se establecieran nuevos medios de transporte a la ciudad, un nuevo aparcamiento y zona de tiendas dándole así un mejor y más rápido servicio.
En junio de 2005, la agencia de privatización del estado anunció la oferta de concesión. El 75 por ciento menos un voto de las acciones de Budapest Airport Zrt.’s acabarían en manos de los nuevos propietarios privados. A finales de año la oferta se terminó con éxito y la compañía británica BAA, propietaria y operadora de los principales aeropuertos británicos, tomó posesión de la dirección del aeropuerto.
Solo un año y medio más tarde, en junio de 2007, se produjo un cambio en la dirección cuando BAA decidió vender todas sus acciones a la compañía alemana HOCHTIEF AirPort y tres compañías de inversión.

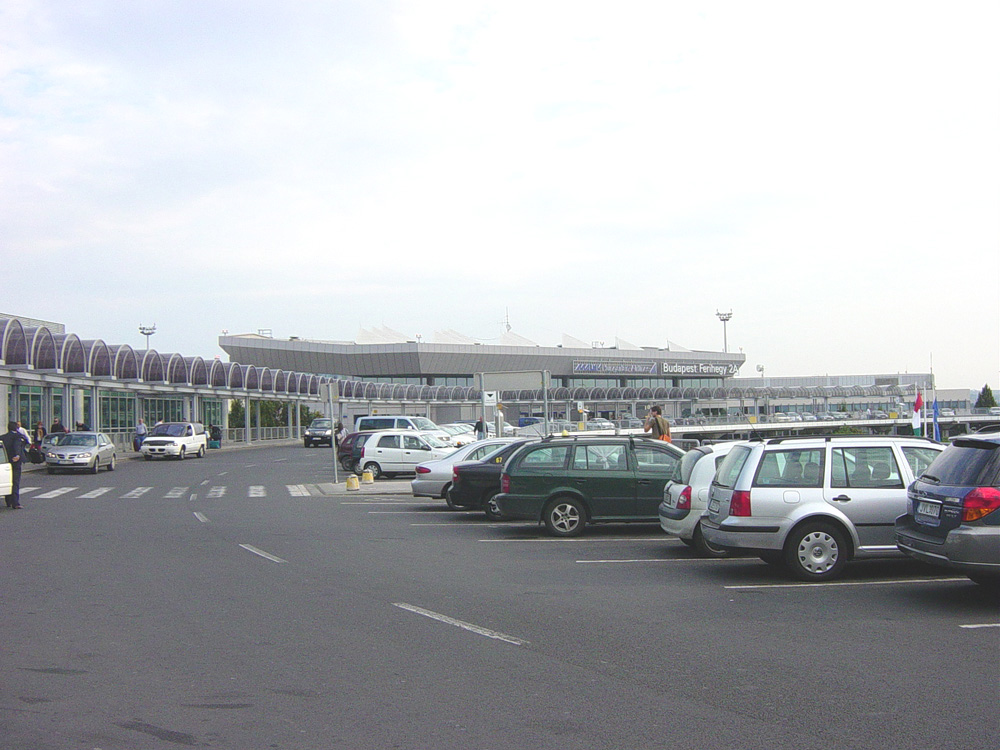
El aeropuerto visto desde la plataforma de salida de pasajeros a las afueras de la Terminal 2B.

El 8 de diciembre de 2005, un 75% de las acciones del aeropuerto Ferenc Liszt fueron compradas por BAA plc por unos 464500 millones de HUF (aproximadamente 210 millones de dólares), incluyendo el derecho de operación durante 75 años.
El 20 de octubre de 2006, BAA plc anunció sus intenciones de vender su parte en el aeropuerto de Budapest a un grupo líder en los aeropuertos de Alemania, HOCHTIEF AirPort GmbH, si el gobierno húngaro daba su consentimiento.
El 18 de abril de 2007, la renovación de la Terminal 1 del aeropuerto Ferenc Liszt fue galardonado con el premio a la preservación del patrimonio más prestigioso de Europa, el galardón Europa Nostra. Los diseñadores, contratistas, constructores e inversores (el último fue BA) recibieron el galardón compartido de la Comisión Europea y de la organización de preservación del patrimonio Europa Nostra por la renovación de los espacios protegidos de monumentos, el recibidor central, la galería y los muebles de la T1.

El 6 de junio de 2007, BAA y el consorcio liderado por HOCHTIEF AirPort (HTA) terminaron de completar la transacción de venta de las acciones de BAA en el aeropuerto de Budapest al HOCHTIEF AirPort Consortium.

## Terminales

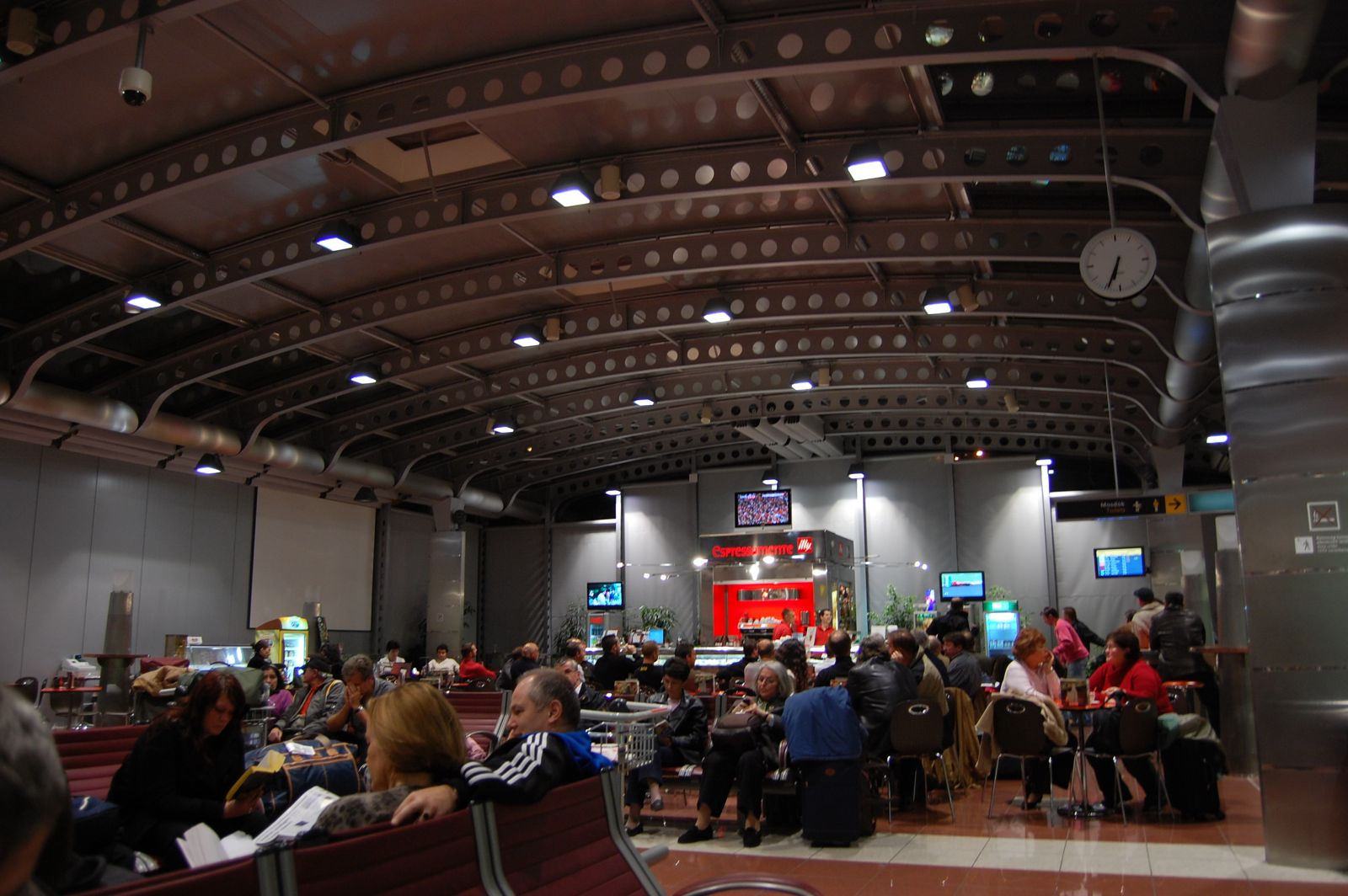
Sala de salidas de la terminal 1.

El aeropuerto Ferenc Liszt tiene tres terminales principales (1, 2A y 2B), y una más pequeña para los vuelos de aviación general. Una nueva terminal de carga aérea está siendo construida. Los desplazamientos entre las terminales 2A y 2B pueden ser efectuados a pie. La antigua terminal 1, sin embargo, está bastante más lejos y debe ser alcanzada en bus.
El 30 de marzo de 2008, los aeropuertos húngaros entraron en el Acuerdo de Schengen. Todos los vuelos Schengen se efectúan en la terminal 2A, mientras que los no-Schengen se producen en la 2B. Los vuelos en la terminal 1, donde operan las compañías bajo coste se separan mediante una cristalera, en función de si los vuelos son Schengen o, no-Schengen.
Existe un mirador para familiares y spotters situado en la terminal 2. A los adultos se les cobran 200 florines (1 dólar) como tarifa, y a los niños se les cobran 100 Ft (0.5 dólares).

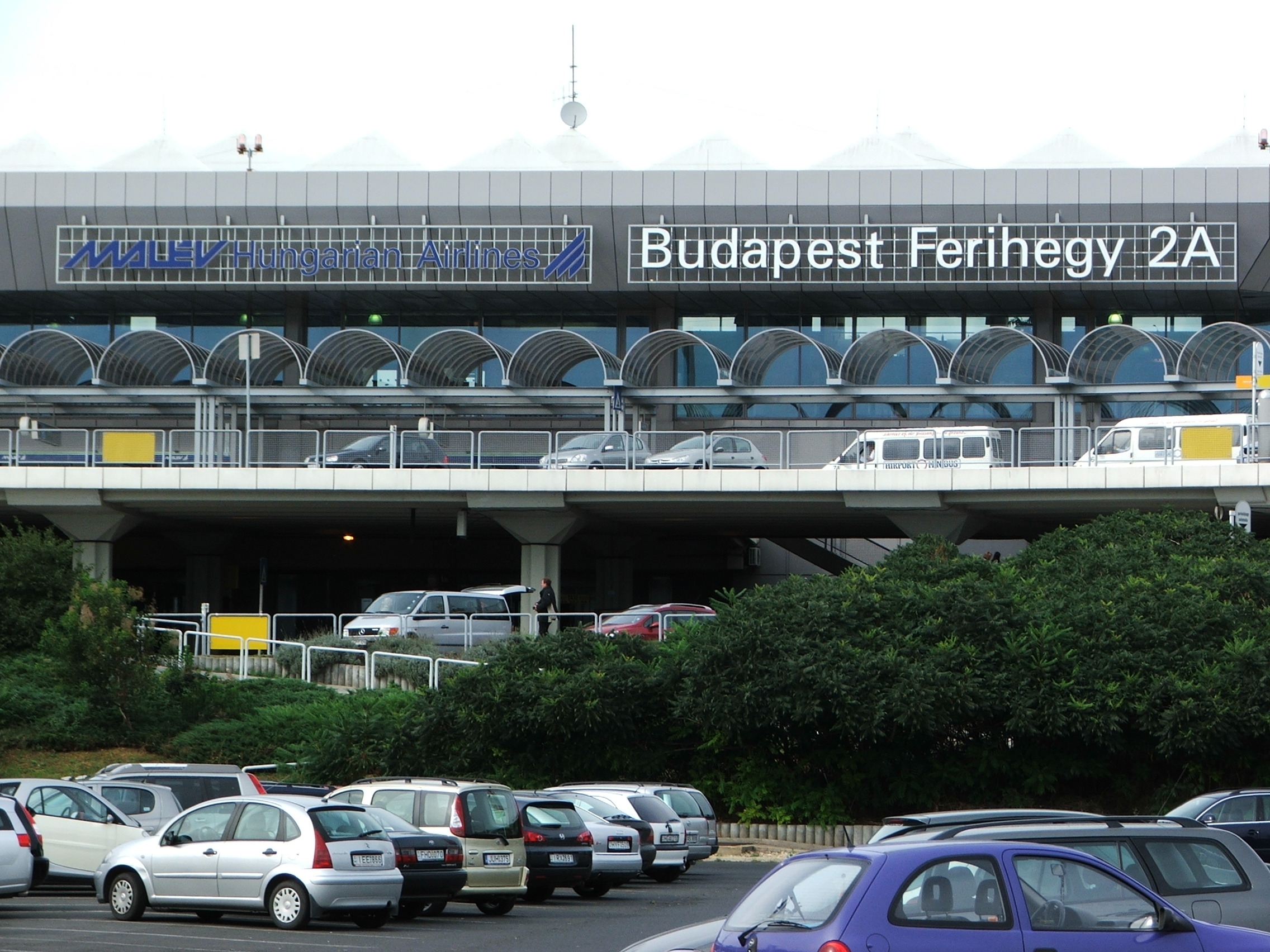
Vista de la Terminal 2A.

### Terminal 1
Desde el 1 de septiembre de 2005, con la reapertura de la terminal 1, se dedicó esta instalación a las compañías de bajo coste. La terminal fue totalmente remodelada en total cumplimiento con los requisitos de protección de monumentos, debido a que el edificio es uno de los mejores ejemplos de arquitectura modernista tanto en Hungría como en Europa. El edificio de la terminal 1 es arquitectónicamente único en Europa y el único en el mundo que tiene la apariencia de un avión visto desde arriba.
La terminal está dividida por una cristalera según el destino sea Schengen o no Schengen.

### Terminal 2A
Terminal 2A (originalmente Terminal 2, hasta cambiar su nombre en 1998) fue inaugurada el 1 de noviembre de 1985, ofrecía principalmente los vuelos de Malév, pero desde el 30 de marzo de 2008, se encarga solo de los vuelos Schengen.

### Terminal 2B

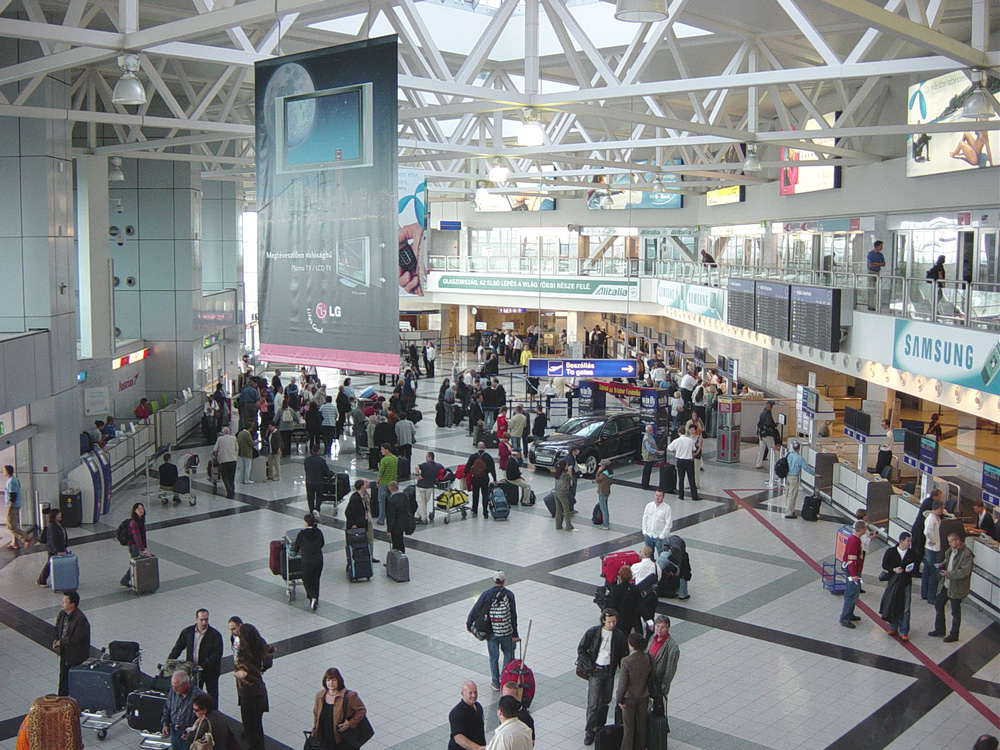
Sala de salidas de la terminal 2B.

Aunque conectada a la terminal 2A, se habla de ella como una terminal independiente, abierta el 8 de diciembre de 1998. En ella se operan, en su mayoría, destinos no Schengen(e intercontinentales a Nueva York y Beijing)

### Entretenimiento y servicios
Las instalaciones incluyen ATMs (excepto en el área de tránsito internacional), Casa de cambio, guardarropa, primeros auxilios, duty-free, guardería, oficina de correos, una capilla, restaurantes, información turística y reservas de hotel . Hay instalaciones para pasajeros minusválidos y las sillas de ruedas están disponibles en los puestos de ayuda del aeropuerto. Tras un pequeño trayecto desde la terminal 2 hay un museo de  aviones al aire libre. Los aparcamientos de corta y larga estancia están situados cerca de los edificios terminales.
El aeropuerto tiene cobertura telefónica GSM. La conexión Wi-Fi gratuita esta proporcionada por Pannon.
Hay salidas eléctricas de 230V en algunos puntos. El tipo de enchufe es CEE 7/7 o 7/4 (enchufe eléctrico).
La aerolínea foránea más grande (en términos de pasajeros transportados desde y hacia Budapest) es Lufthansa, que opera vuelos directos a Düsseldorf, Fráncfort y Múnich. Lufthansa comenzará a volar también en poco tiempo a Milán-Malpensa.

### Protección y seguridad
Hubo un aviso de bomba con un bus que actuaría contra los emigrantes judíos rusos en la carretera que llevaba a Ferenc Liszt a comienzos de los 90. Los integrantes eran miembros de la organización comunista alemana Facción Armada Roja. No ha habido incidentes terroristas desde entonces.

## Nuevas infraestructuras

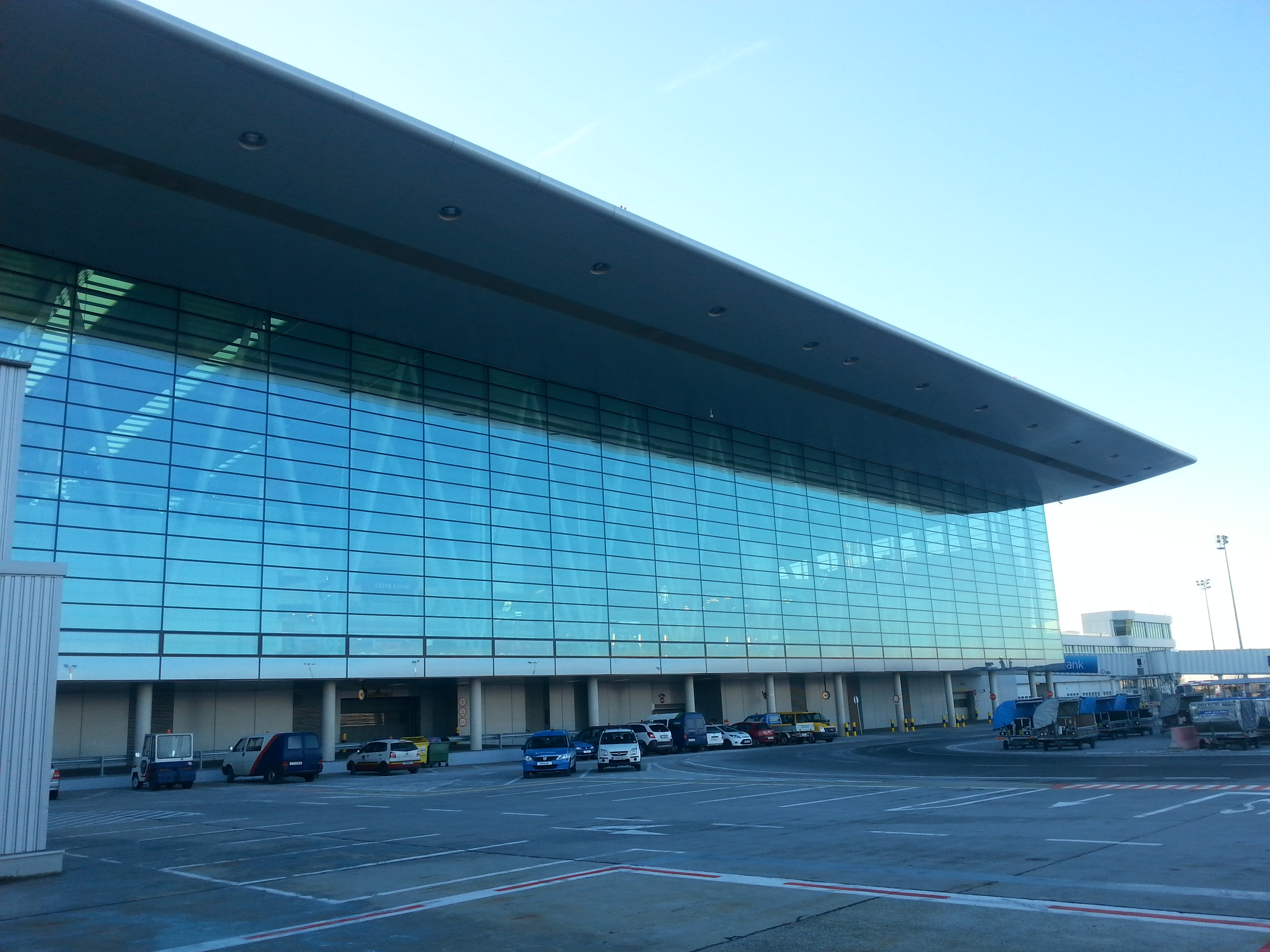
Vista exterior del SkyCourt.

En mayo del año 2011, el aeropuerto de Ferihegy fue rebautizado Aeropuerto Ferenc Liszt, en honor al compositor de música clásica húngaro Ferenc Liszt.
Budapest Airport Zrt. invirtió más de 261 millones de euros en ampliar y modernizar la infraestructura aeroportuaria. Con las inversiones previstas, la compañía pretendía cubrir el aumento de demanda a la vez que mejora los servicios al cliente y el confort. El nuevo aeropuerto de Budapest implementará el crecimiento económico de la región y creará trabajo adicional.
Entre los proyectos completados están:
BUD Skycourt:
Un nuevo edificio terminal llamado BUD Skycourt que conecta las terminales 2A y 2B. Los trabajos comenzaron con un nuevo corredor entre la terminal 2A y la B y el abandono de las instalaciones previas, Se inauguró en 2012. La BUD Skycourt está diseñada para unir todas las puertas de embarque. Ayudará a los pasajeros a moverse entre terminales de un modo mucho más relajado. Habrá tiendas adicionales en la planta de salidas y, cafeterías y restaurantes en la planta intermedia. La BUD Skycourt ha doblado el espacio comercial existente del aeropuerto y también ha mejorado los procesos de seguridad con una nueva zona centralizada de controles de seguridad.
El 20 de octubre de 2008, El aeropuerto de Budapest inauguró oficialmente dos nuevas instalaciones en la terminal 2, la sala temporal de recogida de equipajes de 1580 metros cuadrados y el corredor de transferencia temporal de 300 metros de largo, que se cree que podría ser atravesado por un millón de pasajeros en transferencia durante los próximos dos años.
Nuevos muelles:
Dos nuevos muelles con 16 fingers fueron levantados en la Terminal 2.
Ampliación de la zona de estacionamiento de aeronaves:
Más de 90,000 metros cuadrados fueron construidos, acabados en marzo de 2011.
Terminal 1:
La Terminal 1 – que principalmente atiende al creciente tráfico bajo coste – será ampliada. Se pretende que la histórica construcción sea utilizada solo para atender a los tráficos en salida, mientras una nueva sala de llegadas dará servicio al tráfico en llegada e incrementará la capacidad de la terminal.
Proyecto de ciudad aeroportuaria:
El aeropuerto de Budapest planea construir una ciudad aeroportuaria en su interior, una zona de negocios dentro del área del aeropuerto, en frente de la terminal 2. Un hotel de 4 estrellas con 250 habitaciones y salas de reuniones públicas.
Nueva ciudad aérea de carga:
Nuevas instalaciones de carga aérea serán construidas junto a la terminal 2. Estas darán servicio al aeropuerto así como a los negocios de carga de Budapest.
Nuevo aparcamiento:
En frente de la terminal 2, se construirá un nuevo aparcamiento en alturas. Esto supondrá un increíble incremento del número de plazas de aparcamiento con unas 1600 plazas nuevas.
Además, el aeropuerto construirá un hangar de mantenimiento así como un moderno puesto de prueba de motores.

## Aerolíneas y destinos

### Vuelos internacionales
| Ciudades por países   | Nombre del aeropuerto                          | Aerolíneas                                   | Aeronaves      | Frecuencias semanales |        |
| África                | África                                         | África                                       | África         | África                | África |
| --------------------- | ---------------------------------------------- | -------------------------------------------- | -------------- | --------------------- | ------ |
| Argelia               |                                                |                                              |                |                       |        |
| Argel                 | Aeropuerto de Argel-Houari Boumédiène          | Air Algérie                                  |                |                       |        |
| Egipto                |                                                |                                              |                |                       |        |
| El Cairo              | Aeropuerto Internacional de El Cairo           | Egyptair                                     |                |                       |        |
| América del Norte     |                                                |                                              |                |                       |        |
| Canadá                |                                                |                                              |                |                       |        |
| Toronto               | Aeropuerto Internacional Toronto Pearson       | Air Canada (Estacional)                      |                |                       |        |
| Estados Unidos        |                                                |                                              |                |                       |        |
| Filadelfia            | Aeropuerto Internacional de Filadelfia         | American Airlines (estacional)               |                |                       |        |
| Asia                  |                                                |                                              |                |                       |        |
| Armenia               |                                                |                                              |                |                       |        |
| Ereván                | Aeropuerto Internacional de Zvartnots          | Wizz Air                                     |                |                       |        |
| Azerbaiyán            |                                                |                                              |                |                       |        |
| Bakú                  | Aeropuerto Internacional Heydar Aliyev         | Wizz Air                                     | A32x           |                       |        |
| Catar                 |                                                |                                              |                |                       |        |
| Doha                  | Aeropuerto Internacional Hamad                 | Qatar Airways                                | A320-200       |                       |        |
| China                 |                                                |                                              |                |                       |        |
| Pekín                 | Aeropuerto Internacional de Pekín-Capital      | Air China                                    |                |                       |        |
| Chipre                |                                                |                                              |                |                       |        |
| Lárnaca               | Aeropuerto Internacional de Lárnaca            | Wizz Air                                     | A32x           |                       |        |
| Corea del Sur         |                                                |                                              |                |                       |        |
| Seúl                  | Aeropuerto Internacional de Incheon            | Korean Air                                   |                |                       |        |
| EAU                   |                                                |                                              |                |                       |        |
| Abu Dabi              | Aeropuerto Internacional de Abu Dabi           | Wizz Air                                     | A32x           |                       |        |
| Dubái                 | Aeropuerto Internacional de Dubái              | Emirates                                     |                |                       |        |
| Georgia               |                                                |                                              |                |                       |        |
| Kutaisi               | Aeropuerto de Kopitnari                        | Wizz Air                                     | A32x           |                       |        |
| Israel                |                                                |                                              |                |                       |        |
| Eilat                 | Aeropuerto Internacional de Ovda               | Ryanair (Estacional)                         | B737           |                       |        |
| Tel Aviv              | Aeropuerto Internacional Ben Gurión            | El Al Wizz Air                               | B7x7 A32x      |                       |        |
| Turquía               |                                                |                                              |                |                       |        |
| Estambul              | Aeropuerto Internacional Atatürk               | Turkish Airlines                             |                |                       |        |
| Estambul              | Aeropuerto Internacional Sabiha Gökçen         | Pegasus Airlines                             |                |                       |        |
| Uzbekistán            |                                                |                                              |                |                       |        |
| Tashkent              | Aeropuerto Internacional de Taskent            | Qanot Sharq                                  |                |                       |        |
| Europa                |                                                |                                              |                |                       |        |
| Albania               |                                                |                                              |                |                       |        |
| Tirana                | Aeropuerto Internacional Madre Teresa          | Wizz Air                                     | A32x           |                       |        |
| Alemania              |                                                |                                              |                |                       |        |
| Berlín                | Aeropuerto de Berlín-Brandeburgo Willy Brandt  | easyJet Europe Ryanair                       | A3xx B737      |                       |        |
| Dortmund              | Aeropuerto de Dortmund                         | Wizz Air                                     | A32x           |                       |        |
| Dusseldorf            | Aeropuerto Internacional de Düsseldorf         | Eurowings                                    |                |                       |        |
| Fráncfort del Meno    | Aeropuerto de Fráncfort del Meno               | Lufthansa                                    |                |                       |        |
| Hahn                  | Aeropuerto de Fráncfort-Hahn                   | Wizz Air                                     | A32x           |                       |        |
| Karlsruhe             | Aeropuerto de Karlsruhe-Baden Baden            | Wizz Air                                     | A32x           |                       |        |
| Hanóver               | Aeropuerto de Hanóver                          | Wizz Air                                     | A32x           |                       |        |
| Múnich                | Aeropuerto Internacional de Múnich             | Lufthansa                                    |                |                       |        |
| Núremberg             | Aeropuerto de Núremberg                        | Ryanair                                      | B737           |                       |        |
| Austria               |                                                |                                              |                |                       |        |
| Viena                 | Aeropuerto de Viena-Schwechat                  | Austrian Airlines                            |                |                       |        |
| Bélgica               |                                                |                                              |                |                       |        |
| Bruselas              | Aeropuerto de Bruselas-National                | Brussels Airlines                            | A3xx           |                       |        |
| Charleroi             | Aeropuerto de Charleroi-Bruselas Sur           | Ryanair Wizz Air                             | B737 A3xx      |                       |        |
| Bosnia y Herzegovina  |                                                |                                              |                |                       |        |
| Sarajevo              | Aeropuerto Internacional de Sarajevo           | Wizz Air                                     | A32x           |                       |        |
| Bulgaria              |                                                |                                              |                |                       |        |
| Sofía                 | Aeropuerto de Sofía                            | Bulgaria Air (Estacional) Wizz Air           | A32x           |                       |        |
| Dinamarca             |                                                |                                              |                |                       |        |
| Billund               | Aeropuerto de Billund                          | Ryanair                                      | B737           |                       |        |
| Copenhague            | Aeropuerto de Copenhague-Kastrup               | Norwegian Air Shuttle Ryanair                | B737           |                       |        |
| España                |                                                |                                              |                |                       |        |
| Alicante              | Aeropuerto de Alicante-Elche                   | Wizz Air                                     | A32x           |                       |        |
| Barcelona             | Aeropuerto de Barcelona-El Prat                | Ryanair Vueling (Estacional) Wizz Air        | B737 A3xx A32x |                       |        |
| Castellón de la Plana | Aeropuerto de Castellón-Costa Azahar           | Ryanair (estacional)                         | A32x           |                       |        |
| Fuerteventura         | Aeropuerto de Fuerteventura                    | Wizz Air                                     | A32x           |                       |        |
| Gran Canaria          | Aeropuerto de Gran Canaria                     | Ryanair                                      | B737           |                       |        |
| Jerez de la Frontera  | Aeropuerto de Jerez                            | Ryanair (estacional)                         | B737           |                       |        |
| Lanzarote             | Aeropuerto de Lanzarote                        | Wizz Air                                     | A32x           |                       |        |
| Madrid                | Aeropuerto de Madrid-Barajas                   | Iberia Ryanair Wizz Air                      | A3xx B737 A32x |                       |        |
| Málaga                | Aeropuerto de Málaga-Costa del Sol             | Ryanair Wizz Air                             | B737 A32x      |                       |        |
| Sevilla               | Aeropuerto de Sevilla-San Pablo                | Ryanair                                      | B737           |                       |        |
| Tenerife              | Aeropuerto de Tenerife Sur                     | Wizz Air                                     | A32x           |                       |        |
| Valencia              | Aeropuerto de Valencia                         | Ryanair                                      | B737           |                       |        |
| Finlandia             |                                                |                                              |                |                       |        |
| Helsinki              | Aeropuerto de Helsinki-Vantaa                  | Finnair Norwegian Air Shuttle                | B737           |                       |        |
| Tampere               | Aeropuerto de Tampere-Pirkkala                 | Ryanair (Estacional)                         | B737           |                       |        |
| Francia               |                                                |                                              |                |                       |        |
| Beauvais              | Aeropuerto de Beauvais-Tillé                   | Ryanair                                      | B737           |                       |        |
| Lyon                  | Aeropuerto de Lyon-Saint Exupéry               | easyJet Europe                               | A3xx           |                       |        |
| Niza                  | Aeropuerto Internacional Niza Costa Azul       | Wizz Air                                     | A32x           |                       |        |
| París                 | Aeropuerto de París-Charles de Gaulle          | Air France easyJet Europe                    | A3xx           |                       |        |
| París                 | Aeropuerto de París-Orly                       | Transavia France                             |                |                       |        |
| Grecia                |                                                |                                              |                |                       |        |
| Atenas                | Aeropuerto Internacional Eleftherios Venizelos | Aegean Airlines Ryanair                      | A32x B737      |                       |        |
| Corfú                 | Aeropuerto Internacional de Corfú              | Ryanair (Estacional) Wizz Air (Estacional)   | B737 A32x      |                       |        |
| Salónica              | Aeropuerto de Salónica                         | Wizz Air                                     | A32x           |                       |        |
| Irlanda               |                                                |                                              |                |                       |        |
| Dublín                | Aeropuerto de Dublín                           | Aer Lingus Ryanair                           | A3xx B737      |                       |        |
| Islandia              |                                                |                                              |                |                       |        |
| Reikiavik             | Aeropuerto Internacional de Keflavík           | Wizz Air                                     | A32x           |                       |        |
| Italia                |                                                |                                              |                |                       |        |
| Bari                  | Aeropuerto de Bari-Palese                      | Wizz Air                                     | A32x           |                       |        |
| Bérgamo               | Aeropuerto de Bérgamo-Orio al Serio            | Ryanair                                      | B737           |                       |        |
| Bolonia               | Aeropuerto de Bolonia                          | Wizz Air                                     | A32x           |                       |        |
| Lamezia Terme         | Aeropuerto Internacional de Lamezia Terme      | Wizz Air                                     | A32x           |                       |        |
| Milán                 | Aeropuerto de Milán-Malpensa                   | Wizz Air                                     | A32x           |                       |        |
| Nápoles               | Aeropuerto de Nápoles-Capodichino              | Wizz Air                                     | A32x           |                       |        |
| Pisa                  | Aeropuerto de Pisa                             | Ryanair                                      | B737           |                       |        |
| Roma                  | Aeropuerto de Roma-Ciampino                    | Ryanair                                      | B737           |                       |        |
| Roma                  | Aeropuerto de Roma-Fiumicino                   | Alitalia Wizz Air                            | A32x           |                       |        |
| Treviso               | Aeropuerto de Sant'Angelo Treviso              | Ryanair                                      | B737           |                       |        |
| Venecia               | Aeropuerto Internacional Marco Polo            | easyJet Europe                               | A3xx           |                       |        |
| Kosovo                |                                                |                                              |                |                       |        |
| Pristina              | Aeropuerto Internacional de Priština           | Wizz Air                                     | A32x           |                       |        |
| Letonia               |                                                |                                              |                |                       |        |
| Riga                  | Aeropuerto Internacional de Riga               | AirBaltic                                    | A220-371       |                       |        |
| Macedonia del Norte   |                                                |                                              |                |                       |        |
| Skopie                | Aeropuerto de Skopie                           | Wizz Air                                     | A32x           |                       |        |
| Malta                 |                                                |                                              |                |                       |        |
| Malta                 | Aeropuerto Internacional de Malta              | Ryanair Wizz Air                             | B737 A32x      |                       |        |
| Montenegro            |                                                |                                              |                |                       |        |
| Podgorica             | Aeropuerto de Podgorica                        | Wizz Air                                     | A32x           |                       |        |
| Noruega               |                                                |                                              |                |                       |        |
| Bergen                | Aeropuerto de Bergen-Flesland                  | Wizz Air                                     | A32x           |                       |        |
| Oslo                  | Aeropuerto de Oslo-Gardermoen                  | Norwegian Air Shuttle                        | B737           |                       |        |
| Países Bajos          |                                                |                                              |                |                       |        |
| Ámsterdam             | Aeropuerto de Ámsterdam-Schiphol               | easyJet Europe KLM                           | A3xx           |                       |        |
| Eindhoven             | Aeropuerto de Eindhoven                        | Wizz Air                                     | A32x           |                       |        |
| Róterdam              | Aeropuerto de Róterdam                         | Transavia                                    | B737NG         |                       |        |
| Polonia               |                                                |                                              |                |                       |        |
| Cracovia              | Aeropuerto de Cracovia-Juan Pablo II           | LOT Polish Airlines                          |                |                       |        |
| Varsovia              | Aeropuerto Chopin de Varsovia                  | LOT Polish Airlines Wizz Air                 | A32x           |                       |        |
| Portugal              |                                                |                                              |                |                       |        |
| Faro                  | Aeropuerto de Faro                             | Wizz Air                                     | A32x           |                       |        |
| Lisboa                | Aeropuerto de Lisboa                           | TAP Portugal Wizz Air                        | A3xx A32x      |                       |        |
| Oporto                | Aeropuerto de Oporto-Francisco Sá Carneiro     | Wizz Air                                     | A32x           |                       |        |
| Reino Unido           |                                                |                                              |                |                       |        |
| Birmingham            | Aeropuerto Internacional de Birmingham         | Wizz Air                                     | A32x           |                       |        |
| Bristol               | Aeropuerto Internacional de Brístol            | Ryanair                                      | B737           |                       |        |
| Edimburgo             | Aeropuerto de Edimburgo                        | Jet2.com                                     |                |                       |        |
| Glasgow               | Aeropuerto Internacional de Glasgow            | Wizz Air (Finaliza el 26 de octubre de 2025) | A32x           |                       |        |
| Leeds                 | Aeropuerto Internacional de Leeds Bradford     | Jet2.com                                     |                |                       |        |
| Liverpool             | Aeropuerto de Liverpool-John Lennon            | Wizz Air                                     | A32x           |                       |        |
| Londres               | Aeropuerto de la Ciudad de Londres             | LOT Polish Airlines                          |                |                       |        |
| Londres               | Aeropuerto de Londres-Gatwick                  | easyJet Norwegian Air Shuttle TUI Airways    | A3xx B737      |                       |        |
| Londres               | Aeropuerto de Londres-Heathrow                 | British Airways                              |                |                       |        |
| Londres               | Aeropuerto de Londres-Luton                    | Wizz Air Wizz Air UK                         | A32x           |                       |        |
| Londres               | Aeropuerto de Londres-Stansted                 | Ryanair                                      | B737           |                       |        |
| Mánchester            | Aeropuerto de Mánchester                       | Jet2.com Ryanair TUI Airways                 | B737           |                       |        |
| Nottingham            | Aeropuerto de East Midlands                    | Jet2.com Ryanair                             | B737           |                       |        |
| República Checa       |                                                |                                              |                |                       |        |
| Praga                 | Aeropuerto de Praga-Václav Havel               | Czech Airlines                               |                |                       |        |
| Rumania               |                                                |                                              |                |                       |        |
| Bucarest              | Aeropuerto Internacional de Bucarest           | LOT Polish Airlines TAROM Wizz Air           | A32x           |                       |        |
| Cluj-Napoca           | Aeropuerto de Cluj-Napoca                      | Wizz Air                                     | A32x           |                       |        |
| Târgu Mureș           | Aeropuerto de Târgu Mureș                      | Wizz Air                                     | A32x           |                       |        |
| Serbia                |                                                |                                              |                |                       |        |
| Belgrado              | Aeropuerto de Belgrado-Nikola Tesla            | Wizz Air                                     | A32x           |                       |        |
| Suecia                |                                                |                                              |                |                       |        |
| Gotemburgo            | Aeropuerto de Gotemburgo-Landvetter            | Wizz Air                                     | A32x           |                       |        |
| Estocolmo             | Aeropuerto de Estocolmo-Arlanda                | Norwegian Air Shuttle SAS                    | B737           |                       |        |
| Estocolmo             | Aeropuerto de Estocolmo-Skavsta                | Wizz Air                                     | A32x           |                       |        |
| Malmö                 | Aeropuerto de Malmö                            | Wizz Air                                     | A32x           |                       |        |
| Suiza                 |                                                |                                              |                |                       |        |
| Ginebra               | Aeropuerto Internacional de Ginebra            | easyJet Switzerland                          | A3xx           |                       |        |
| Zúrich                | Aeropuerto Internacional de Zúrich             | Swiss                                        | A              |                       |        |
| Basilea               | Aeropuerto de Basilea-Mulhouse-Friburgo        | easyJet Switzerland                          | A3xx           |                       |        |

### Carga
| Aerolíneas                                    | Destinos                                                 |
| --------------------------------------------- | -------------------------------------------------------- |
| Cargolux                                      | Almaty, Bakú, Hong Kong, Luxemburgo, Taipéi-Taoyuan      |
| CityLine Hungary                              | Belgrado                                                 |
| DHL Aviation operado por EAT Leipzig          | Bérgamo, Bruselas, Bucarest, Colonia/Bonn, Leipzig/Halle |
| Farnair Hungary                               | Basel/Mulhouse, Colonia/Bonn                             |
| FedEx Feeder operado por ASL Airlines Ireland | París-Charles de Gaulle, Viena                           |
| Qatar Airways Cargo                           | Doha, Praga (retoma en marzo de 2016)                    |
| Solinair                                      | Viena                                                    |
| Swiftair                                      | Núremberg                                                |
| TNT Airways                                   | Ámsterdam, Lieja, Múnich, Núremberg, Viena               |
| Turkish Airlines Cargo                        | Estambul-Atatürk, Kiev-Boryspil                          |
| UPS Airlines                                  | Colonia/Bonn, Praga                                      |

## Estadísticas
Ver fuente y consulta Wikidata.

## Transporte terrestre

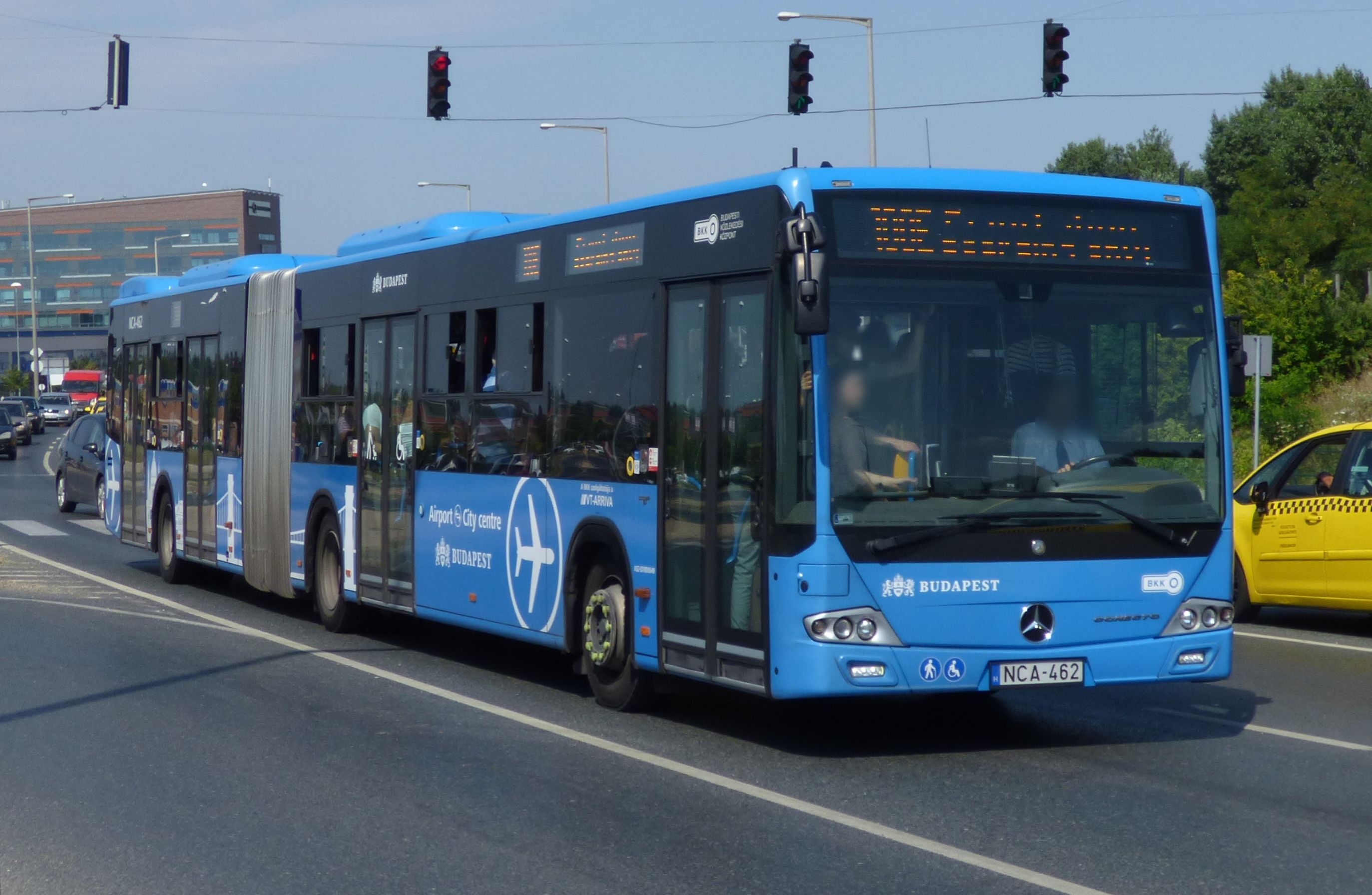
Autobús de la línea 100E que sirve de enlace entre el Aeropuerto de Budapest-Ferenc Liszt y la capital.

### Tren
Los Ferrocarriles Estatales Húngaros ofrece servicios regulares entre la terminal 1 y la Estación Budapest-Nyugati en el centro de Budapest. El trayecto dura aproximadamente 25 minutos, cuesta 300HUF y opera unas 2-3 veces cada hora.

### Buses, mini buses y lanzaderas
El Autobús articulado de gran tamaño, número 200E (E=Express), (operado por la compañía BKV) sale hacia el centro de la ciudad cada 8-12 minutos. El coste del billete es inferior a un euro. El bus aeroportuario de BKV se dirige a la primera estación de la línea M3 de metro (Kőbánya-Kispest – también una de las principales estaciones de tren).
El Budapest Airport Minibusz (anteriormente: Airport Minibus, operado por LRI) se trata de un servicio de lanzadera aeroportuaria de 11 plazas que lleva a los pasajeros a cualquier parte de la ciudad. Los billetes pueden ser adquiridos en el puesto del Minibus en el aeropuerto, o por Internet.
La húngara Wizz Air opera buses-lanzadera entre el centro de la ciudad de Budapest y la terminal 1.
Los servicios de lanzaderas también ofrecen transporte entre cualquier parte de la ciudad y el aeropuerto.

### Taxis
Los taxis están disponibles en las paradas de taxi, sin embargo, solo una compañía de taxi (Zóna Taxi) está autorizada a utilizar las paradas de taxi del aeropuerto. Operan con una tarifa fija que depende de la zona de la ciudad. La tarifa de taxi de Ferenc Liszt al centro de Budapest es de unos 4500-5500 HUF.

### Alquiler de coches
El alquiler de coches también está ofertado en el aeropuerto por las mejores compañías de alquiler de coches. Próximamente todas las compañías de alquiler de coches en Ferihegy tendrán también oficinas en Budapest, para que los pasajeros que vayan a pasar un tiempo en Budapest puedan alquilar los coches en la ciudad y evitar el cargo adicional por efectuar el alquiler en el aeropuerto.